# Blanche Dugdale
Blanche Elizabeth Campbell « Baffy » Dugdale (née Balfour, 23 mai 1880 - 16 mai 1948) est une auteure britannique et sioniste. Chaim Weizmann la qualifie d'"amie ardente et de toujours du sionisme".

## Jeunesse
Elle est née Blanche Elizabeth Campbell Balfour le 23 mai 1880 au 32 Addison Road, Holland Park, Londres, l'aînée des cinq enfants d'Eustace Balfour (1854-1911), architecte et frère cadet du premier ministre Arthur Balfour, et sa femme, Lady Frances Campbell (1858-1931), fille de George Campbell (8e duc d'Argyll) . Elle est éduquée à la maison et n'a reçu aucune éducation formelle . Elle a toujours été connue sous le nom de "Baffy", une interprétation enfantine de son nom de famille, Balfour .

## Carrière
Dugdale travaille dans le département du renseignement naval . Elle est associée à l'Union de la Société des Nations dans divers rôles depuis sa fondation en 1920 jusqu'à sa fin, et est l'un des délégués britanniques à l'Assemblée de la Ligue de 1932 .
Elle a toujours signé ses articles Blanche EC Dugdale, mais tout le monde la connait sous le nom de Baffy Dugdale . Chaim Weizmann la qualifie d'"amie ardente et de toujours du sionisme". En 1936, elle publie une biographie en deux volumes Arthur James Balfour sur son oncle, le Premier ministre Arthur Balfour .

## Vie privée
Balfour se marie le 18 novembre 1902, à l'église St Mary Abbots, Kensington, à Edgar Trevelyan Stratford Dugdale (1876–1964), souscripteur Lloyd's of London, le deuxième fils de William Stratford Dugdale de Merevale Hall, Atherstone, Warwickshire. C'est sur sa suggestion qu'Edgar fait sa traduction abrégée de Mein Kampf . Ils ont deux enfants, Frances et Michael, et vivent au no. 1 Roland Gardens, South Kensington, Londres.
Dugdale est décédée le 16 mai 1948 (le lendemain de la création de l'État d'Israël) à Kilkerran House, par Maybole, Ayrshire, la maison de sa fille et de son gendre Sir James Fergusson, 8e baronnet .